# SPIRITUAL CANOE 〜輪廻転生〜
『SPIRITUAL CANOE 〜輪廻転生〜』（スピリチュアル・カヌー りんねてんせい）とは、日本のバンド、LOUDNESSの15枚目のスタジオ・アルバムである。2001年3月7日発売された。発売元は日本コロムビア。

## 解説
MASAKI（ボーカル）、柴田直人（ベース）、本間大嗣（ドラム）の3人が脱退し、二井原実（ボーカル）・山下昌良（ベース）・樋口宗孝（ドラム）という第1期（デビュー当時）のメンバーが再加入した第5期LOUDNESS初のアルバムである。この脱退と再加入は、高崎晃（ギター）がバンドの現状を良く思っておらず第1期のメンバーでの再結成を考えていたことによるものであり、MASAKIからも同様の提案をされていた。
2016年3月30日、バンドのデビュー35周年を記念して本作の発売元である日本コロムビアの企画「LOUDNESS COLUMBIA YEARS SELECTION」にてデジタルリマスター盤が発売された。また、日本コロムビア所属時代に発表した他のアルバム7作、高崎のソロアルバム2作、樋口のソロアルバム1作をまとめたボックスセットも同時発売された。
2018年7月11日より、バンドのYouTubeチャンネル「LOUDNESSofficial」にて収録曲全曲の音源が無料公開されている。

## 収録曲
1. The Winds of Victory [4:42]
2. The Hate That Fills My Lonely Cells [6:01]
3. The End of Earth [4:30]
4. Stay Wild [5:48]
5. The Seven Deadly Sins [5:31]
6. Picture Your Life [3:21]
7. How Many More Times [5:41]
8. Touch My Heart [5:10]
9. Climax [4:06]
10. A Stroke of the Lightning [5:13]
11. Never Forget You [5:00]
12. Spiritual Canoe [1:32]
  - インスト曲。
13. The Power of Love [7:06]

## 参加ミュージシャン
- 二井原実 - ボーカル
- 高崎晃 - ギター、作詞、作曲、編曲
- 山下昌良 - ベース
- 樋口宗孝 - ドラム

## チャート成績
オリコンチャートにおいて、週間順位20位、チャート登場回数4週をそれぞれ記録した。